# Aethria analis
Aethria analis är en fjärilsart som beskrevs av William Schaus 1901. Aethria analis ingår i släktet Aethria och familjen björnspinnare. Inga underarter finns listade i Catalogue of Life.